# 注意力分散效应
注意力分散效应是学习者使用一些设计粗劣的教学材料时产生的效应。当同一种模态（如视觉）的不同信息同时出现时，这种效应便会出现。使用材料的人需要在不同材料（如图片和文字）之间分散注意力，才能理解材料传达的信息。当不同的视觉或听觉信息同时出现时，或当本应相连的信息在不同时间出现时，都会出现注意力分散效应。

## 例子
下图是设计教学材料时可能采取的两种形式。Tarmizi和Sweller在研究中使用这两种图形，来对比注意力分散和不分散的情况下的学习效果。Ward和Sweller建议，教学材料的设计者应仔细考虑如何引导学习者的注意力。Sweller和同事们开展了几项研究和实验，发现若把图形和公式分开，学习者就很难理解；而若把数据嵌入图形中，学习者就更容易理解，其成绩也明显高于前者。
注意力分散效应并非只在几何学中出现。Chandler和Sweller发现，由于这一效应是人类信息处理的局限，它在很多其他学科中都会产生。这是因为粗劣的教学设计导致了高的视觉认知负荷。